# Hans Jensen (dyrlæge)
 For alternative betydninger, se Hans Jensen. (Se også artikler, som begynder med Hans Jensen)
Hans Jensen (født 5. juni 1848, død 20. maj 1923) var en dansk dyrlæge, forfatter, tegner og far til Thit og Johannes V. Jensen.
Hans Jensen var 2. søn af Jens Jensen Væver, som Johannes V. Jensen skildrede i en novelle.
Hans Jensen tog til hovedstaden og blev uddannet på Landbohøjskolen.
Mens han studerede, traf han sin kommende kone, Marie Kirstine Jensen, der var fra Skovby på Falster.
Parret bosatte sig i Farsø i 1871, og året efter blev han distriktsdyrlæge.
I 1897 udgav Hans Jensen anonymt et 92-siders skrift Fordømmelseslæren, der var et angreb på Indremission.
Skriftet blev ikke ufordelagtigt anmeldt i Politiken af Jeppe Aakjær.
I 1899 udgav han anonymt en samling fortællinger Spøgeri.
I 1940 udkom posthumt Himmerlandske Dialektfortællinger.
Flere af Jensens tekster indgår i samlingen Hexemesteren : historier fra distriktsdyrlæge i Farsø Hans Jensens tid 1848-1923 af Helene Kragh-Jakobsen, udgivet af Farsø Bibliotek i 1998.
Johannes V. Jensen skrev flere digte om sin far.
Mens faren levede udkom Digte 1921 med det femstrofede digt Min Fader med førstelinjen "Usporlig skrider de drøje Tider".
Efter Hans Jensens død udkom to nye digte i digtsamlingen Verdens Lys fra 1926:
Et kort digt med den tidligere brugte titel Min Fader med førstelinjen "Nu har han lagt sig. De store, varme" og det mere kendte Dyrlægens Minde på 44 strofer.
Det var allerede udkommet i 1924 i Thøger Larsens tidsskrift Atlantis, hvor det var ledsaget af Hans Jensens tegninger af herbarieplanter. Digtets forside prydedes af en tegning af tveskægget ærenpris (Veronica chamædrys).
Johannes V. Jensens Himmerlandshistorie Ved Livets Bred indeholder også beskrivelser af faren, særligt deres "arvede erindringer" om barnets tidlige oplevelser.
Flere indtryk af Hans Jensen er kommet på skrift.
Emil Fog skrev i Politiken i 1933:
| „ | JVJs Fader staar for Erindringen som den interesserede Ungdoms Ven og Vejleder. Han efterlod paa den unge Indtryk af stor Aandsmagt. Den som besøgte Hjemmet, husker, at der var godt at være, og at han stedse gik derfra med en Lysning i Sindet. | “ |